# Juan Sánchez
Juan Sánchez Gamero (nascido em 21 de junho de 1938) é um ex-ciclista espanhol que correu profissionalmente entre 1964 e 1966.
Como amador, participou nos Jogos Olímpicos de Roma 1960 e nos Jogos do Mediterrâneo de 1959, onde conquistou uma medalha de ouro na prova de estrada.

## Palmarès
- 1959
  - Medalha de ouro nos Jogos do Mediterrâneo

Resultados da Volta à Espanha
- 1965. Abandonou
- 1966. 35º na classificação geral